# البطاقة الرقمية لويندوز

ويندوز كارد سبيس في إطار عمل دوت نت

ويندوز كارد سبيس (بالإنجليزية: Windows CardSpace) (أطلق عليها اسم InfoCard) هو نظام للهوية أحادي التوثيق الذي أنشأته مايكروسوفت لنظام التشغيل ويندوز فيستا.
حيث يتم تخزين البيانات محلياً (كلمة السر مسير ويندوز لايف حساب مايكروسوفت)(أو على الخادم (أو دليل خادم متوافقة مع كارد سبيس Ws-Federation.
والوصول إلى هذه البيانات (المهنية والشخصية، والإدارية، ومعالجتها) بواسطة زر واحد وطريقة آمنة لمكافحة فيرسات من نوع مغلق المفاتيح keylogger أو حصان طروادة.
هو ملف XML على أساس تبادل آمن متوافق مع الخدمة بروتوكول الإنترنت (WSWS-Security, (WS-Trust, WS-MetadataExchange et WS-SecurityPolicy
كارد سبيس تأتي مع ويندوز.0NET Framework 3.0. ومن تركب بشكل تلقائي مع ويندوز فيستا ومتاحة للتنزيل لويندوز إكس بي ويندوز سيرفر 2003.
قد اتخذت منظمة المصدر المفتوح Open Source Eclipse مثال كارد سبيس لـ framework Higgins في إطار دعم آي بي إم ونوفيلNovell. وفي هذا الإطار أصبح هذا framework لشركات التكنولوجيا مثل CardSpace وOpenID.

## وصلات خارجية
- الصفحة الرئيسية لويندوز كارد سبيس من شبكة مطوري ميكروسوفت
- الصفحة الرئيسية لويندوز كارد سبيس لمستخدمي الويندوز